# エリザベート・シャルロット・ド・バヴィエール
エリザベート・シャルロット・ド・バヴィエール（Élisabeth Charlotte de Bavière, 1652年5月27日 - 1722年12月8日）は、オルレアン公フィリップ1世の2番目の妃。ドイツ語名エリーザベト・シャルロッテ・フォン・デア・プファルツ（Elisabeth Charlotte von der Pfalz）。フランスではラ・プランセス・パラティーヌ（La Princesse Palatine）、名前を略してリーゼロッテ（Lieselotte）と呼ばれた。

## 生涯

### 生い立ち
プファルツ選帝侯カール1世ルートヴィヒと、最初の妃シャルロッテ（ヘッセン＝カッセル方伯ヴィルヘルム5世の娘）の長女として、ハイデルベルク城で生まれた。名前は父方の祖母エリーザベトと母に因む。プファルツ選帝侯カール2世は兄、イギリス王兼ハノーファー選帝侯ジョージ1世は父方の従弟に当たる。
少女期はハノーファー選帝侯エルンスト・アウグスト妃である叔母ゾフィーに養育される。これは両親の仲が悪くなり、離婚を考え母が城に留まる理由を無くしたい父が実行した計画で、エリザベートは7歳になったばかりの1659年6月9日に母から引き離されてハノーファーの叔母夫婦に預けられた。愛情を込めて母親代わりに接した叔母を生涯慕い、叔母が亡くなるまで手紙を交わし合った。また叔母に連れられたオランダで父方の祖母に可愛がられたことや、1660年に叔母が息子ゲオルク・ルートヴィヒ（後のイギリス王兼ハノーファー選帝侯ジョージ1世）を出産した時、部屋に忍び込んで叱られたことを後年に手紙で語っている。
1663年に母が実家へ戻った時を見計らった父によりハイデルベルクへ呼び戻され、父と継母マリー・ルイーゼが産んだ大勢の異母弟妹に囲まれ暮らすようになった。気難しい父と継母には馴染めなかったが、持ち前の明るさで異母弟妹と仲良くなり、異母妹ルイーゼとは叔母と同じ文通相手になった。一方で叔母への思慕も忘れられず、ハイデルベルクの生活を叔母に宛てた手紙で語っている。

### フランス宮廷へ
1671年11月21日、フランス王ルイ14世の弟、オルレアン公フィリップ1世と政略結婚した。フィリップ1世は前妻アンリエット（エリザベートの従叔母）と前年の1670年に死別していたが、同性愛者としても知られる人物であった。エリザベートは元々フィリップ1世との結婚を望んでおらず、フランスからプファルツへの脅威を和らげたい父の意向で結婚が決められたので、結婚生活は不幸なものになった。結婚に際してプロテスタントのカルヴァン派からカトリックへの改宗を強いられたことも不満で、そのことで兄とも仲が悪くなった。それでも2人の間には3人の子供が生まれたが、本来の意図だったプファルツの中立はフランスに無視され、仏蘭戦争でフランス軍がプファルツに侵略したことで父は神聖ローマ皇帝レオポルト1世に味方してフランスと敵対した。
義兄ルイ14世からは率直な性格と狩猟・コメディ・オペラなど共通の趣味があったことから気に入られ、宮廷で田舎育ちと嘲笑される中でルイ14世と友情を持って接した。1674年にルイ14世の愛妾であったルイーズ・ド・ラ・ヴァリエールがカルメル会修道院に入る際には、2人の子供ルイとマリー・アンヌを託され養育、その後も何度かルイーズを見舞い、託された子供達の成長を告げている。一方でルイーズを追い落としたルイ14世の別の愛妾モンテスパン侯爵夫人やマントノン侯爵夫人とは仲が悪く、とりわけマントノン夫人には知人宛の手紙で痛烈な批判を浴びせた。

### プファルツ継承戦争
1685年、エリザベートの兄カール2世が嗣子のないまま死去し、ヴィッテルスバッハ家プファルツ系のプファルツ＝ジンメルン家の男子が絶えた。プファルツ選帝侯は同族のプファルツ＝ノイブルク公フィリップ・ヴィルヘルムが継いだが、ルイ14世はプファルツ選帝侯家の相続人はエリザベートであるとして介入、大同盟戦争（プファルツ継承戦争）が起こった。
エリザベート本人は戦争に関係が無く、故郷がフランス軍に破壊され荒廃していく様子と自分の無力さを嘆く一方、戦争に参加した長男フィリップ（後のオルレアン公フィリップ2世）が1692年8月3日のステーンケルケの戦いで負傷した出来事に遭遇した時は励ましの手紙を息子へ書き送っている。しかし息子が出兵前の1月にルイ14世とモンテスパン夫人の庶子フランソワーズ・マリー・ド・ブルボンと結婚することが決まると反対したが、ルイ14世の命令に逆らえず承諾せざるを得なかった怒りと悲しみを叔母宛の複数の手紙で書き連ねている。
1697年にレイスウェイク条約が締結、ルイ14世はフィリップ・ヴィルヘルムの息子ヨハン・ヴィルヘルムのプファルツ選帝侯位を認め、エリザベートの継承権主張を取り下げた。

### 晩年

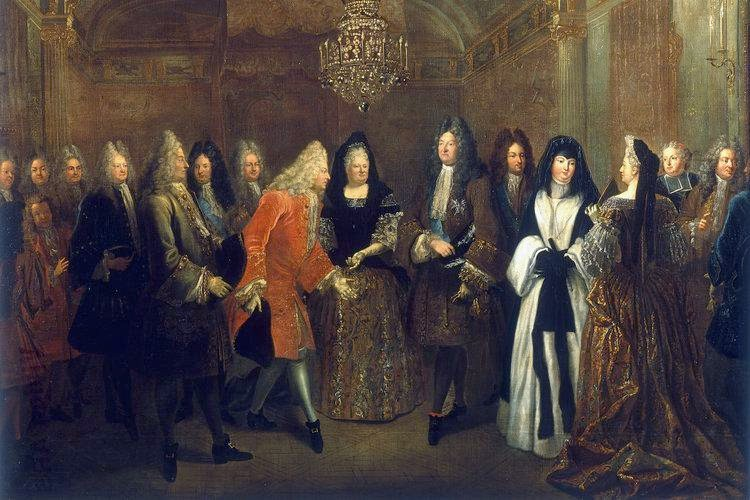
ルイ14世とポーランド王アウグスト3世の対面
画面の中央にリーゼロッテが描かれる

1700年、ルイ14世の孫アンジュー公フィリップ（スペイン王フェリペ5世）がスペイン王位を継ぐ話を叔母に書き送り、翌1701年に叔母が王位継承法でイングランド王位継承者に選ばれたことを喜んでいる。同年に夫フィリップ1世と死別し長男フィリップ2世がオルレアン公位を継いだが、スペイン継承戦争で再び出兵した息子を心配し同行者に戦争の様子を知らせることを厳命、1706年のトリノの戦いで敗れた息子に慰めの手紙を送っている。翌1707年に息子がスペインへ転戦したことも悩みの種であり、1708年に息子が帰国するまで心配し通しだった。翌1709年に起きた大寒波や戦費による財政危機でフランスが荒廃する様子にも苦しめられ、1714年に終戦を迎える直前の1713年にローマ教皇クレメンス11世が回勅『ウニゲニトゥス』でジャンセニスムを断罪、それにフランスがガリカニスムの観点から反発するなど気が休まる時が無かった（エリーザベトは宗教に寛容で宗教論争を嫌っていた）。
戦時中に相次ぐ王族の死についても叔母に書き送り、1711年にルイ14世の1人息子のルイ王太子が死去、翌1712年には孫のブルゴーニュ公ルイの妻マリー・アデライードが、続いてブルゴーニュ公と夫妻の次男でルイ14世の曾孫・ブルターニュ公ルイが早世した悲報を知らせている。更に1714年には叔母を失い、翌1715年にルイ14世も崩御、親しい人々の死で落ち込んだエリーザベトは異母妹ルイーゼに悲しみの手紙を書き送っている。
ルイ14世が崩御すると、フィリップ2世はルイ14世の曾孫（ブルターニュ公の弟）で幼王ルイ15世を補佐して摂政（1715年 - 1723年）となったが、摂政の座をフィリップ2世とメーヌ公ルイ・オーギュスト・ド・ブルボン（ルイ14世とモンテスパン侯爵夫人の長男でフィリップ2世の義兄）が争い、フィリップ2世が勝利してメーヌ公が失脚した。エリーザベトはメーヌ公の背後に育て親のマントノン夫人がいると疑い、1718年にメーヌ公がクーデター発覚で逮捕、翌1719年にマントノン夫人が死去しても彼女への悪罵を続け、フィリップ2世が仕事で忙しいことと権力闘争による報復を非常に心配し、異母妹への手紙で不安を書き送っている。
1717年から水腫を始めとする様々な病気に悩まされながらも、知人への手紙の書き送りを止めず、同年のロシア皇帝ピョートル1世のフランス訪問、ジョン・ローのミシシッピ計画が引き起こしたバブルと恐慌、孫の成長と結婚、1722年10月25日のルイ15世の戴冠式出席などを手紙に書き続け、12月3日の異母妹への手紙が絶筆となった。そして5日後の12月8日、70歳で亡くなった。
エリザベートは結婚した1671年から1722年の死去直前の51年にわたり多くの書簡を残した。ほとんどは叔母ゾフィーと異母妹ルイーゼ、ゾフィーの孫で従甥のゲオルク・アウグスト（後のイギリス王兼ハノーファー選帝侯ジョージ2世）の妃キャロラインに宛ててフランス宮廷の服装や儀礼について述べている。
また、叔母を通じて知り合ったライプニッツとも文通していたが、会うことは生涯なかった。

## 子女
- アレクサンドル・ルイ（1673年 - 1676年） - ヴァロワ公
- フィリップ2世（1674年 - 1723年） - フランス摂政。フランソワーズ・マリー・ド・ブロワと結婚。
- エリザベート・シャルロット（1676年 - 1744年） - ロレーヌ公レオポルト1世妃。神聖ローマ皇帝フランツ1世とカール・アレクサンダー公子の母。

大同盟戦争の結果次第ではオルレアン公がプファルツ選帝侯を兼ねる可能性があったが、実現していない。またチャールズ1世の子孫を除けばやはりオルレアン公がイギリス王位継承権の最長系の血筋にあたるが、同時にイギリス王室はカトリックの継承権を認めてこなかったため（そもそもチャールズ1世の血統が排除された根拠である）、英国王位が回ってくることもなかった。